# Christer Youssef
Christer Youssef (in arabo كريستر يوسف‎?; Stoccolma, 1º dicembre 1987) è un ex calciatore svedese di origine assira, di ruolo attaccante.

## Carriera

### Club
Youssef ha iniziato a giocare a calcio a Bromsten, nella periferia di Stoccolma. Passato al Brommapojkarna, nel 2006 ha giocato il suo primo campionato di Superettan concluso con la promozione in Allsvenskan. L'anno seguente ha potuto esordire nella massima serie svedese, collezionando 15 presenze di cui 9 da titolare, ma l'ultimo posto in classifica ha costretto i rossoneri al ritorno in cadetteria. Nel 2008 il Brommapojkarna ha conquistato una nuova promozione in Allsvenskan, ma per Youssef si è trattato dell'ultimo anno in squadra.
Prima dell'inizio dell'Allsvenskan 2009, il giocatore si è unito al Djurgården. Non sempre è partito titolare, in una stagione che ha visto la squadra chiudere al terzultimo posto, costretta a disputare un doppio spareggio-salvezza contro l'Assyriska. All'andata l'Assyriska ha vinto 2-0 tra le mura amiche, ma nella gara di ritorno è stato proprio Youssef a girare in rete il gol del 2-0 che ha mandato la sfida ai supplementari, poi vinti dal Djurgården. Nel 2011 ha esteso il suo contratto, ma nel luglio del 2012 è stato mandato in prestito all'Assyriska fino al termine della stagione, quando il suo contratto sarebbe scaduto.
La stessa squadra per cui aveva giocato in prestito, l'Assyriska, lo ha tesserato a titolo definitivo in vista del campionato di Superettan 2013. Con 6 reti all'attivo, ha fatto registrare la sua annata fino a lì più prolifica dal punto di vista realizzativo.
Nel gennaio 2014 apre una prima parentesi all'estero, a Cipro, tra le file dell'Aris Limassol, rimanendovi fino a maggio quando il club è retrocesso in B' Katīgoria.
Nel settembre del 2014 il giocatore aveva trovato un accordo per tornare all'Assyriska, ma la chiusura del mercato e la mancata concessione di una dispensa da parte della Federcalcio svedese lo hanno costretto a tornare in campo solo nella stagione successiva, quando nel corso della Superettan 2015 ha messo a referto 20 presenze e 6 gol.
Il 31 gennaio 2016 Youssef ha firmato con i tedeschi dell'Hansa Rostock (3. Liga) un contratto valido fino al successivo 30 giugno con un'opzione di estensione da parte del club, la quale non è stata però esercitata.
Svincolato, il 31 agosto 2016 ha fatto ritorno all'Aris Limassol che nel frattempo era risalito nel massimo campionato cipriota. Nel febbraio 2018 ha rescisso il contratto.
La sua carriera è poi proseguita nella seconda serie thailandese, al Nongbua Pitchaya, dove è approdato nel gennaio 2019 ed è rimasto per metà stagione.
Nel marzo del 2020 è stato ingaggiato dall'Assyriska IK nella terza serie svedese, con cui però non ha mai giocato in stagione.

### Nazionale
Ha giocato nella nazionale svedese Under-21.